# Ghosteen
Ghosteen là album phòng thu thứ 17 của ban nhạc rock người Úc Nick Cave and the Bad Seeds. Album lần lượt được phát hành dưới hai nhãn hiệu Ghosteen Ltd và Bad Seed Ltd của chính nhóm nhạc vào các ngày 4 tháng 10 và 8 tháng 11 năm 2019. Ghosteen là album kép đầu tiên của ban nhạc kể từ sau Abattoir Blues / The Lyre of Orpheus (2004), và cũng là phần cuối cùng trong bộ ba tác phẩm mà trước đó gồm Push the Sky Away (2013) và Skeleton Tree (2016). Sau khi phát hành, Ghosteen nhận được nhiều lời khen ngợi từ đông đảo các nhà phê bình âm nhạc và trở thành album có điểm trung bình cao nhất của năm 2019 trên Metacritic.

## Bối cảnh
Tháng 7 năm 2015, Nick Cave and the Bad Seeds đang thực hiện thu âm cho album phòng thu thứ 16 Skeleton Tree (2016). Khi quá trình thu âm sắp sửa kết thúc thì con trai 15 tuổi của Nick Cave, Arthur Cave, qua đời sau khi trượt ngã từ đỉnh của vách đá phấn trắng Ovingdean Gap ở Brighton, Anh Quốc. Một năm sau, Skeleton Tree và bộ phim tài liệu có liên quan One More Time with Feeling lần lượt được phát hành. Những chủ đề trong ca từ của Skeleton Tree, cũng như âm thanh "u ám và gây lo lắng" của album này đã khiến một số người hiểu lầm rằng toàn bộ album có nội dung nói về cái chết của Arthur. Tuy nhiên, phần lớn các bài hát trong Skeleton Tree được sáng tác trước khi cậu bé qua đời. Trong những buổi thu âm cuối cùng cho album, Cave chỉ ứng tác và cải thiện phần lời của một số ca khúc được sáng tác sau sự kiện này.
Nick Cave and the Bad Seeds bắt đầu biểu diễn trực tiếp trở lại từ tháng 1 năm 2017. Bốn tháng sau, ban nhạc phát hành album tổng hợp Lovely Creatures: The Best of Nick Cave and the Bad Seeds (2017). Nhóm nhạc vốn dự định phát hành album này vào năm 2015. Vào tháng 4 năm 2018, Cave khởi động loạt sự kiện có tên gọi Conversations with Nick Cave. Ban đầu, loạt sự kiện này chỉ giới hạn ở những buổi hỏi đáp trực tiếp nhằm tìm hiểu mối quan hệ giữa Cave và khán giả. Để tiếp tục những nỗ lực trong việc kết nối trực tiếp với người hâm mộ, Cave mở blog The Red Hand Files vào tháng 9 năm 2018. Với ý tưởng tương tự loạt sự kiện trước đó, người hâm mộ gửi câu hỏi của mình lên blog và Cave sẽ đăng tải bài trả lời một số câu hỏi do ông lựa chọn. Cũng trong tháng 9 năm 2018, Conway Savage, nghệ sĩ chơi bàn phím và cũng là thành viên của ban nhạc kể từ năm 1990, qua đời vì bệnh ung thư não. Ông được chẩn đoán mắc bệnh này trước đó một năm. Ghosteen cuối cùng đã trở thành tác phẩm dành tặng cho Savage. Trong vài tuần sau cái chết của ông, ban nhạc phát hành đĩa mở rộng Distant Sky: Live in Copenhagen (2018) và ra mắt bộ phim hòa nhạc dài cùng tên.

## Thu âm
Ghosteen được thu âm tại nhiều địa điểm khác nhau ở Hoa Kỳ, Anh Quốc và Đức. Quá trình thu âm kéo dài từ năm 2018 đến đầu năm 2019. Tại Hoa Kỳ, các phiên thu âm chính diễn ra tại các phòng thu Woodshed Recording Studios ở Malibu và NightBird Recording Studios ở West Hollywood, California. Các buổi thu âm chính cũng được tổ chức ở hai phòng thu Retreat Studios ở Brighton, Anh Quốc và Candy Bomber Studio ở Berlin, Đức. Nick Cave và Warren Ellis là những người đảm trách công tác sản xuất cho album. Một số phiên thu âm thêm được tổ chức tại phòng thu Air Studios ở Luân Đôn, Anh Quốc, với sự tham gia của một dàn đồng diễn đàn dây cùng người biên soạn cho dàn nhạc Ben Foster. Vào tháng 1 năm 2019, Cave cho biết anh và Bad Seeds "gần như đã hoàn tất một bản thu âm mới". Ghosteen sau đó được Cave, Ellis, Lance Powell và Andrew Dominik phối khí tại phòng thu Conway Recording Studios ở Los Angeles, California. Chris Gehringer là người thực hiện master cho album.

## Sáng tác
Ghosteen là album kép đầu tiên của Nick Cave and the Bad Seeds kể từ sau Abattoir Blues / The Lyre of Orpheus (2004). Album bao gồm 11 bài hát và được chia làm hai phần. Phần đầu tiên bao gồm tám bài hát và được Nick Cave mô tả là "những đứa trẻ". Phần còn lại của album gồm hai bài hát có thời lượng dài hơn và một ca khúc diễn thuyết. Cave mô tả phần này là "cha mẹ của [những đứa trẻ ấy]". Ông tổng kết lại rằng Ghosteen là "một linh hồn đang di cư." Cave cũng cho biết Ghosteen là phần cuối cùng trong bộ ba album khởi đầu từ Push the Sky Away (2013) và tiếp đến là Skeleton Tree.

### Ca từ
Cave bắt đầu soạn lời cho các ca khúc của Ghosteen từ tháng 2 năm 2017. Kể từ cuối năm 2015, khi còn đang cải thiện phần lời của album Skeleton Tree, Cave đã "rất cố tình" không sáng tác thêm bất cứ bài hát mới nào. Ông mô tả quá trình "buộc [bản thân] ngừng sáng tác" này là "một khoảng thời gian tự giam mình trong những doanh trại", và cho rằng quãng thời gian ấy đã giúp ông "cảm thấy tự tin hơn trong việc viết lời bài hát". Khác với thói quen soạn lời bài hát "có kỷ luật" thường ngày ở văn phòng của mình, Cave đã sáng tác lời cho các ca khúc của Ghosteen tại nhà riêng ở Brighton. Sự thay đổi về môi trường và thói quen làm việc đã giúp ông "tích lũy được một kho dự trữ những câu từ và suy nghĩ, cùng những hình ảnh và ý tưởng", thay vì sáng tác các bài hát theo lối truyền thống hơn. Khi viết lời cho Skeleton Tree, Cave đã từ bỏ phương pháp sáng tác theo kiểu tự sự đặc trưng của mình vì ông cho rằng phương pháp này "gây hạn chế". Ông giải thích về cách sáng tác mới như sau: "Ý tưởng rằng cuộc sống của chúng ta [diễn ra] như một đường thẳng tắp, như một câu chuyện, dường như càng lúc càng trở nên vô lý đối với tôi[.] Và hơn bất cứ điều gì khác, [nó như là] một thứ [sinh ra để cho người ta] dễ suy nghĩ hơn [vậy] … Có một trái tim thuần khiết [ở đây], nhưng tất cả [không gian] xung quanh nó là sự chao đảo." Trong số đầu tiên của The Red Hand Files, Cave bàn luận chi tiết rằng ông đã tìm được một "cách chân thật để sáng tác vượt qua sự khủng hoảng tinh thần […] [Nó] giải quyết được tất cả các loại vấn đề[,] nhưng không hề bỏ qua vấn đề về cái chết của con tôi". Ông cho biết phương pháp mới được tìm ra này đã cho phép ông sáng tác "vượt lên [những suy nghĩ] cá nhân [và] đạt đến một trạng thái [khiến tôi phải] kinh ngạc. Bằng cách này, mọi thứ được nhuốm màu trở lại với một sắc độ mới và thế giới dường như [trở nên] rõ ràng[,] tươi sáng và mới mẻ."
Một số xuất bản phẩm mô tả rằng phần ca từ của Ghosteen có chủ đề về sự mất mát, cái chết, nỗi đau buồn và chủ nghĩa hiện sinh. Tuy nhiên, họ cũng để ý đến những chủ đề tích cực trong album như sự đồng cảm, niềm tin và sự lạc quan. Xuyên suốt album, nhiều bài hát khác nhau liên tục lặp lại và nhắc đến một số cụm từ, cũng như một vài mô típ về mặt ca từ. Bên cạnh đó, hình tượng của tự nhiên, của các nguyên tố và Kitô giáo cũng xuất hiện trở đi trở lại trong album. Ngoài hình tượng Kitô giáo, Ghosteen còn có sự hiện diện của hình tượng Phật giáo. Bài hát khép lại album, "Hollywood", có nội dung gợi nhắc đến câu chuyện của vị a-la-hán theo Đạo Phật Kisa Gotami. Sau cái chết của con mình, Gotami tìm kiếm sự giúp đỡ từ Đức Phật và phát hiện ra rằng "không ai là vô cảm trước sự mất mát."

### Âm nhạc
Ghosteen là một album thuộc thể loại ambient và điện tử. Pitchfork mô tả album là "bản thu âm có phần âm nhạc mang tính huyền bí nhất" của Nick Cave and the Bad Seeds. Tương tự như Skeleton Tree, Ghosteen sử dụng nhiều âm thanh của các synthesizer tương tự và loáng thoáng những tiếng piano, cùng với những đoạn hát bè của dàn hợp xướng và những tiếng ò e. Một đặc điểm nổi bật khác trong âm nhạc của album là sự xuất hiện của các nhạc cụ bộ dây dùng cho dàn nhạc. Nhạc trưởng Ben Foster là người thực hiện cải biên cho phần nhạc của bộ dây, với sự giúp đỡ của Sam Thompson. Album sử dụng âm thanh của một dàn đồng diễn nhạc cụ bộ dây kết hợp cùng tiếng violin của Warren Ellis. Dàn đồng diễn này bao gồm năm người: hai người chơi violin, một người chơi viola, một người chơi cello và người còn lại chơi double bass. Các nhạc cụ khác được sử dụng trong album bao gồm một số nhạc cụ khí gỗ, những chuông hòa âm theo phong cách gamelan, một bộ ondes Martenot và những cặp trống nhỏ tabla. Một số nhà phê bình nhấn mạnh rằng trái ngược với các album trước đó của ban nhạc, Ghosteen hiếm khi sử dụng những tiếng trống của Thomas Wydler, cũng như những tiếng gõ của Jim Sclavunos.
Trong suốt sự nghiệp của mình, Nick Cave thường được biết đến với "chất giọng nam trung cứng nhắc". Dù vậy, ông đã hát ở âm khu giả thanh trong một số ca khúc của Ghosteen. Một số nhà phê bình để ý thấy lối hát bằng giọng giả thanh của Cave có tính "rung rung, run run" và thể hiện đặc điểm của "tremolo".

## Ý nghĩa nhan đề và đóng gói
Tựa đề Ghosteen là sự kết hợp của từ "ghost" (hồn ma) và hậu tố "ín" của tiếng Ireland (Anh hóa thành hậu tố "een"). Trong tiếng Anh, hậu tố này được dịch thành "little", "small" (nhỏ bé) hoặc "benevolent" (nhân đức). Cave lấy tựa đề này từ một quyển sách của một người thợ hàn nồi người Ireland. Tác giả của cuốn sách này tin rằng đứa con hay quấy khóc của ông đã bị một hồn ma chiếm giữ. Tuy nhiên, tựa đề album thường bị hiểu sai thành một từ được ghép bởi hai từ "ghost" và "teen" (thanh thiếu niên).
Bìa bọc của Ghosteen được thiết kế bởi Cave và Hingston Studio, một hãng quảng cáo độc lập có trụ sở tại Luân Đôn. Hãng này đã thiết kế cho một số tác phẩm trước đó của Nick Cave and the Bad Seeds. Ảnh bìa bên ngoài của album là một phiên bản đã được chỉnh sửa của bức tranh The Breath of Life (2001) của nghệ sĩ Tom duBois. Kitty Empire của The Observer mộ tả bức ảnh là một "[cái] thiên đường lòe loẹt rẻ tiền" mà qua đó đã thể hiện "một sự thay đổi tận gốc trong bức tranh cảm xúc" của ban nhạc. Bìa bên trong của album là những bức ảnh chụp Cave và Warren Ellis do nhiếp ảnh gia Matthew Thorne thực hiện.

## Phát hành và quảng bá
Ghosteen được phát hành trên các dịch vụ streaming vào ngày 4 tháng 10 năm 2019. Cùng ngày, hãng đĩa Ghosteen Ltd cũng phát hành phiên bản tải kỹ thuật số của album. Một tháng sau, hãng đĩa Bad Seed Ltd phát hành các phiên bản đĩa CD kép và đĩa LP kép vào ngày 8 tháng 11. Cả Ghosteen và Bad Seed đều là hai nhãn hiệu của chính nhóm nhạc. Vào ngày 3 tháng 10, nhóm nhạc tổ chức một số sự kiện nghe trước Ghosteen tại 33 thành phố của Úc, châu Âu và Hoa Kỳ, cùng với sự kiện stream album và ra mắt một bộ phim gồm lời của các bài hát do Tom Hingston đạo diễn trên nền tảng YouTube cho khán giả trên toàn cầu. Nick Cave đưa ra thông báo về album mới trong bài trả lời câu hỏi của một người hâm mộ trên blog The Red Hand Files vào ngày 23 tháng 9. Ông cũng tiết lộ tựa đề, danh sách bài hát của album cùng mô tả ngắn gọn cho từng ca khúc. Cũng trong hôm đó, bài đăng kế tiếp của Cave giới thiệu ảnh bìa của album. Khoảng một năm trước, lời bài hát của ca khúc áp chót album, "Fireflies", đã được công bố trong số đầu tiên của The Red Hand Files vào ngày 14 tháng 9 năm 2018.
Để hỗ trợ quảng bá cho Ghosteen, Nick Cave and the Bad Seeds thông báo sẽ tổ chức một chuyến lưu diễn kéo dài 33 ngày tại châu Âu và Anh Quốc. Chuyến lưu diễn khởi động vào ngày 19 tháng 4 năm 2020 tại Lisbon, Bồ Đào Nha và khép lại vào ngày 17 tháng 6 cùng năm tại Tel Aviv, Israel.

## Tiếp nhận

### Đánh giá chuyên môn
| Đánh giá chuyên môn | Đánh giá chuyên môn |
| Điểm trung bình     | Điểm trung bình     |
| Nguồn               | Đánh giá            |
| ------------------- | ------------------- |
| AnyDecentMusic?     | 9,0/10              |
| Metacritic          | 96/100              |
| Nguồn đánh giá      |                     |
| Nguồn               | Đánh giá            |
| AllMusic            | [ 36 ]              |
| The A.V. Club       | A                   |
| The Daily Telegraph | [ 38 ]              |
| The Guardian        | [ 4 ]               |
| The Independent     | [ 39 ]              |
| NME                 | [ 22 ]              |
| The Observer        | [ 2 ]               |
| Pitchfork           | 8,8/10              |
| Rolling Stone       | [ 40 ]              |
| The Times           | [ 41 ]              |

Ghosteen nhận được nhiều lời khen ngợi từ phía các nhà phê bình âm nhạc và đạt được số điểm tuyệt đối trên hầu hết các trang đánh giá. Trên Metacritic, một trang đưa ra số điểm chuẩn trên thang 100 dựa trên các bài đánh giá của các xuất bản phẩm phổ biến, album nhận được điểm trung bình là 96 dựa trên 28 bài đánh giá, tương ứng với nhận xét "được tán dương rộng rãi". Với điểm số này, Ghosteen trở thành album có điểm trung bình cao nhất trong số các album của năm 2019 trên Metacritic. Viết cho The Guardian, Alexis Petridis tổng kết lại rằng Ghosteen bao gồm "những ca khúc đẹp đẽ nhất mà [Cave] từng thu âm" và chấm album đạt điểm tuyệt đối trên thang đánh giá 5 sao. Ông nhận định rằng album là "người em ruột ấm áp và ngọt ngào hơn hẳn" so với Skeleton Tree, và để ý thấy rằng "[album] tiếp nối và phát triển phong cách [mang tính] trôi dạt và nhẹ bẫng như đang ở trạng thái không trọng lượng của hai tác phẩm trước đó." Trong bài viết đăng trên NME, Elizabeth Aubrey cũng đánh giá album đạt 5 sao và phát biểu rằng "nếu như Skeleton Tree [chỉ] nhìn thoáng qua nỗi buồn [để lại sau] hậu quả trực tiếp do chính nó gây ra, [thì] Ghosteen lại là một nỗi đau buồn mà [Cave] đã dành nhiều thời gian để suy ngẫm". Bà so sánh những ca từ của Cave trong album với tác phẩm A Grief Observed (1960) của C. S. Lewis và nhận xét rằng "[Ghosteen] giống như giai đoạn mà người ta đang cố gắng tìm hiểu xem [tại sao] nỗi đau [ấy lại xảy ra], ngay cả khi [họ] thường chẳng tìm được một lời giải thích nào [cho điều đó]." Aubrey cũng khen ngợi Ghosteen là "một tác phẩm có phạm vi [nội dung rất] khác thường, khiến cho người ta cảm thấy phiền muộn" và gọi đây là album đẹp đẽ nhất "[,] cũng như là một trong số những [album] gây choáng váng nặng nề nhất" của Bad Seeds.
Nhà phê bình Helen Brown của The Independent đánh giá album đạt điểm tuyệt đối trên thang 5 sao và mô tả Ghosteen là "đáng kinh ngạc". Brown khen ngợi phần trình diễn giọng hát và ca từ của Cave, cũng như việc Warren Ellis sử dụng âm thanh của những synthesizer tương tự trong album. Bà gọi những âm thanh này là "một bầu không khí ấm áp của sự an ủi". Nhà phê bình Josh Gray của tạp chí Clash chấm Ghosteen đạt 9 điểm trên thang 10 điểm và gọi album là "[thêm] một chương nữa trong [cuộc] tìm kiếm làm say đắm [lòng người] của Cave[.] [Ông ấy] đi tìm mối liên kết đầy ý nghĩa [giữa người với người] ở một thế giới mà chúng ta thường cảm thấy bị mất kết nối [với nhau]". Gray phỏng đoán rằng Ghosteen "không phải là một album viên mãn hay [thật sự] thoải mái, nhưng nó là một [tác phẩm] đầy hy vọng … thêm một lá thư ngỏ do người nghệ sĩ trực tiếp [gửi] đến những người hâm mộ, với nội dung đi thẳng vào cốt lõi của [những câu hỏi] rằng thế nào là đã yêu thương [một người], [rồi] trải qua mất mát và [cuối cùng] lại thấy [bản thân mình] yêu thương trở lại." Marty Sartini Garner của The A.V. Club đánh giá Ghosteen đạt điểm A và dành lời khen cho phần thể hiện của các nhạc khí, cũng như cho nội dung liên quan đến tâm linh và tôn giáo trong ca từ của Cave. Ông cũng khen ngợi rằng phần ca từ của album không hề lắt léo, mà ngược lại còn dễ hiểu đến bất ngờ.
Kitty Empire của The Observer đánh giá Ghosteen đạt 5 sao và ngợi ca "những tiến triển [đầy] tinh tế trong tâm trạng và cách thể hiện các nhạc cụ" của âm thanh mà ban nhạc trình diễn trong album. Bà nói rằng chúng "[đã] đạt đến những đỉnh cao[,] [và bởi vì những tiến triển ấy] hiếm khi xuất hiện[,] [nên những đỉnh cao này còn] trở nên lộng lẫy hơn nhiều." Empire cũng so sánh album với "vẻ trang trọng trong cử chỉ" của Leonard Cohen, và với "vẻ đẹp khàn khàn, thô ráp" trong những tác phẩm cuối cùng của Scott Walker. Grayson Haver Currin của Pitchfork chấm Ghosteen đạt điểm 8,8 trên 10 và gọi album là "cao cả". Ông cũng nhận định rằng đây "có thể là album thống thiết nhất trong sự nghiệp lẫy lừng của [Cave]." Khi đi sâu vào phân tích Ghosteen, Currin khen ngợi sự cân bằng đầy trữ tình giữa những ảo mộng trừu tượng và hiện thực đau buồn trong album. Ông đi đến kết luận rằng "bạn không cần phải là chuyên gia trong vũ trụ rộng lớn [hơn nhiều] của Cave để bị cuốn hút bởi Ghosteen … Bạn chỉ cần khả năng chịu đựng [sự đau khổ] và khát khao sống qua [được nỗi đau đó mà thôi]." Viết cho tạp chí Hot Press, Pat Carty phát biểu rằng Ghosteen là hình ảnh của "một người nghệ sĩ đang ở trạng thái trần trụi" và gọi album là "[một tác phẩm] nghệ thuật vừa đẹp đẽ lại vừa trống trải lạnh lùng, và người ta chỉ có thể hy vọng rằng nó sẽ mang lại cho nghệ sĩ tạo nên nó một chút cảm giác của sự thanh tâm – [làm] bớt đi một chút đau đớn [trong tâm hồn]."

### Danh hiệu
Trên Metacritic, Ghosteen là album có điểm trung bình cao nhất của năm 2019, và cũng là album có điểm trung bình cao thứ nhì của thập niên 2010. Trong danh sách "50 album xuất sắc nhất thập niên" của The Independent, album được xếp ở vị trí thứ 17. Chuỗi cửa hàng Rough Trade xếp Ghosteen ở vị trí thứ 26 trong danh sách "Những album của năm [2019]".
| Xuất bản phẩm        | Tên danh sách                                                 | Vị trí | Ng.    |
| -------------------- | ------------------------------------------------------------- | ------ | ------ |
| AllMusic             | Những tác phẩm xuất sắc nhất năm 2019 theo AllMusic           | —      | [ 48 ] |
| The A. V. Club       | 20 album xuất sắc nhất năm 2019                               | 7      | [ 49 ] |
| Billboard            | 50 album xuất sắc nhất năm 2019: Sự lựa chọn của Ban Biên tập | 49     | [ 50 ] |
| Clash                | Những album của năm 2019 theo Clash                           | 19     | [ 51 ] |
| Consequence of Sound | Top 50 album của năm 2019                                     | 20     | [ 52 ] |
| Double J             | 50 album xuất sắc nhất năm 2019                               | 8      | [ 53 ] |
| Exclaim!             | 20 album pop và rock xuất sắc nhất năm 2019                   | 10     | [ 54 ] |
| Flood                | Những album xuất sắc nhất năm 2019                            | 7      | [ 55 ] |
| GQ                   | Những album giúp năm 2019 tuyệt vời thêm lần nữa              | 7      | [ 56 ] |
| The Guardian         | 50 album xuất sắc nhất năm 2019                               | 8      | [ 57 ] |
| The Irish Times      | Những album quốc tế xuất sắc nhất                             | 5      | [ 58 ] |
| Mojo                 | Top 75 album của năm 2019                                     | 1      | [ 59 ] |
| Metacritic           | Những danh sách top 10 của các nhà phê bình âm nhạc           | 2      | [ 60 ] |
| NME                  | 50 album xuất sắc nhất năm 2019                               | 25     | [ 61 ] |
| OOR                  | Top 20 album của năm                                          | 2      | [ 62 ] |
| Paste                | 50 album xuất sắc nhất năm 2019                               | 15     | [ 63 ] |
| Pitchfork            | 50 album xuất sắc nhất năm 2019                               | 28     | [ 64 ] |
| PopMatters           | 70 album xuất sắc nhất năm 2019                               | 7      | [ 65 ] |
| Rolling Stone        | 50 album xuất sắc nhất năm 2019                               | 11     | [ 66 ] |
| Slant                | 25 album xuất sắc nhất năm 2019                               | 3      | [ 67 ] |
| Stereogum            | 50 album xuất sắc nhất năm 2019                               | 7      | [ 68 ] |
| Thrillist            | Những album xuất sắc nhất năm 2019 (Tính đến nay)             | 21     | [ 69 ] |
| The Times            | Top 100 bản thu âm xuất sắc nhất năm                          | 1      | [ 70 ] |
| Uproxx               | Những album xuất sắc nhất năm 2019                            | 22     | [ 71 ] |
| Uncut                | Top 75 album của năm 2019                                     | 2      | [ 72 ] |
| Variety              | Những album xuất sắc nhất năm 2019 theo Andrew Barker         | —      | [ 73 ] |

### Diễn biến thương mại
Ghosteen đạt được vị trí trong top 10 trên bảng xếp hạng album của một số quốc gia như Úc, Bỉ, Phần Lan, Đức, Ireland, Ý, Scotland, Thụy Điển và Anh Quốc. Tại Bỉ, album đạt đến vị trí quán quân trên bảng xếp hạng album Ultratop của khu vực Flanders. Album cũng giành được vị trí quán quân trên bảng xếp hạng album công bố bởi AFP của Bồ Đào Nha, cũng như trên một số bảng xếp hạng của Anh Quốc, trong đó có hai bảng xếp hạng Independent Albums và Vinyl Albums. Ghosteen là đĩa LP bán chạy nhất tại Anh Quốc trong tuần đầu mở bán phiên bản đĩa vật lý, với doanh số đạt 15.135 đĩa. Trước đó, album đã bán ra 6.396 bản tại quốc gia này trong tuần đầu mở bán phiên bản kỹ thuật số.

## Danh sách bài hát
Tất cả lời bài hát được viết bởi Nick Cave; tất cả nhạc phẩm được soạn bởi Cave và Warren Ellis.
| Phần 1           | Phần 1            | Phần 1     |
| STT              | Nhan đề           | Thời lượng |
| ---------------- | ----------------- | ---------- |
| 1.               | "Spinning Song"   | 4:43       |
| 2.               | "Bright Horses"   | 4:52       |
| 3.               | "Waiting for You" | 3:54       |
| 4.               | "Night Raid"      | 5:07       |
| 5.               | "Sun Forest"      | 6:46       |
| 6.               | "Galleon Ship"    | 4:14       |
| 7.               | "Ghosteen Speaks" | 4:02       |
| 8.               | "Leviathan"       | 4:47       |
| Tổng thời lượng: | Tổng thời lượng:  | 38:25      |

| Phần 2           | Phần 2           | Phần 2     |
| STT              | Nhan đề          | Thời lượng |
| ---------------- | ---------------- | ---------- |
| 1.               | "Ghosteen"       | 12:10      |
| 2.               | "Fireflies"      | 3:23       |
| 3.               | "Hollywood"      | 14:12      |
| Tổng thời lượng: | Tổng thời lượng: | 29:45      |

## Những người thực hiện
Danh sách những người thực hiện được lấy từ phần ghi chú của Ghosteen.
| Nick Cave and the Bad Seeds - Nick Cave – hát, piano, synthesiser, hát đệm - Warren Ellis – synthesiser, thực hiện các vòng lặp, sáo, violin, piano, hát đệm - Thomas Wydler – trống - Martyn Casey – bass - Jim Sclavunos – vibraphone, nhạc cụ bộ gõ - George Vjestica – ghi-ta Những người biểu diễn nhạc cụ khác - Augustin Viard – ondes Martenot - Kaushlesh "Garry" Purohit – trống tabla Những người trình diễn dàn nhạc - Ben Foster – cải biên, chỉ huy dàn nhạc - Sam Thompson – hỗ trợ cải biên - Tom Pigott-Smith – nghệ sĩ trưởng của nhóm violin I - Steve Morris – nghệ sĩ trưởng của các nhóm nhạc cụ II - Bruce White – nhóm viola I - Nick Cooper – nhóm cello I - Mary Scully – nhóm contrebasse I | Kỹ thuật - Nick Cave – sản xuất, phối khí - Warren Ellis – sản xuất, phối khí - Lance Powell – thu âm, phối khí - Kevin Paul – thu âm - Ben Thackeray – thu âm - Jake Jackson – thu âm - Alex Csak – trợ lý thu âm - Kaushlesh "Garry" Purohit – trợ lý thu âm - Richard Biethan – trợ lý thu âm - Ingo Krauss – trợ lý thu âm - Oliver Klemp – trợ lý thu âm - John Prestage – trợ lý thu âm - Andrew Dominik – phối khí - John Armstrong – trợ lý phối khí - Chris Gehringer – master, cắt sơn cho đĩa axetat Thiết kế bìa - Tom duBois – ảnh bìa - Matthew Thorne – nhiếp ảnh - Nick Cave – thiết kế bìa bọc - Hingston Studio – thiết kế bìa bọc |

## Xếp hạng và chứng nhận
| Bảng xếp hạng (2019)                     | Vị trí cao nhất |
| ---------------------------------------- | --------------- |
| Album Úc (ARIA)                          | 2               |
| Album Áo (Ö3 Austria)                    | 3               |
| Album Bỉ (Ultratop Vlaanderen)           | 1               |
| Album Bỉ (Ultratop Wallonie)             | 10              |
| Album Canada (Billboard)                 | 93              |
| Album Cộng hòa Séc (ČNS IFPI)            | 47              |
| Album Đan Mạch (Hitlisten)               | 5               |
| Album Hà Lan (Album Top 100)             | 12              |
| Album Phần Lan (Suomen virallinen lista) | 7               |
| Pháp (SNEP)                              | 22              |
| Album Đức (Offizielle Top 100)           | 6               |
| Album Hungaria (MAHASZ)                  | 6               |
| Album Ireland (IRMA)                     | 5               |
| Ý (FIMI)                                 | 5               |
| Lithuania (AGATA)                        | 29              |
| Album New Zealand (RMNZ)                 | 11              |
| Album Na Uy (VG-lista)                   | 16              |
| Album Ba Lan (ZPAV)                      | 4               |
| Album Bồ Đào Nha (AFP)                   | 1               |
| Album Scotland (OCC)                     | 4               |
| Album Tây Ban Nha (PROMUSICAE)           | 9               |
| Album Thụy Điển (Sverigetopplistan)      | 17              |
| Album Thụy Sĩ (Schweizer Hitparade)      | 2               |
| Album Anh Quốc (OCC)                     | 4               |
| Album Anh Quốc Independent (OCC)         | 1               |
| Album Hoa Kỳ Billboard 200               | 108             |

| Bảng xếp hạng (2019)          | Vị trí |
| ----------------------------- | ------ |
| Bỉ (Ultratop Flanders)        | 18     |
| Bỉ (Ultratop Wallonia)        | 191    |
| Hà Lan (Album Top 100)        | 98     |
| Thụy Sĩ (Schweizer Hitparade) | 98     |

| Quốc gia                                                                           | Chứng nhận | Số đơn vị/doanh số chứng nhận |
| ---------------------------------------------------------------------------------- | ---------- | ----------------------------- |
| Bỉ (BEA)                                                                           | Vàng       | 10.000‡                       |
| * Chứng nhận dựa theo doanh số tiêu thụ. ^ Chứng nhận dựa theo doanh số nhập hàng. |            |                               |

## Lịch sử phát hành
| Quốc gia       | Ngày phát hành      | Định dạng                | Nhãn hiệu    | Mã catalog |
| -------------- | ------------------- | ------------------------ | ------------ | ---------- |
| Nhiều quốc gia | 4 tháng 10 năm 2019 | Tải kỹ thuật số · stream | Ghosteen Ltd | —          |
| Nhiều quốc gia | 8 tháng 11 năm 2019 | 2×CD                     | Bad Seed Ltd | BS016CD    |
| Nhiều quốc gia | 8 tháng 11 năm 2019 | 2×LP                     | Bad Seed Ltd | BS016LP    |